# Alberts Bels
Alberts Bels, właśc. Janīs Cirulis, (ur. 6 października 1938 w Rydze, zm. 11 czerwca 2024) – pisarz łotewski, autor powieści społeczno-psychologicznych, prezentujących życie środowisk inteligenckich i artystycznych współczesnej Łotwy, m.in. Būris ['klatka'] (1972), Poligons ['poligon'] (1977), Saknes ['korzenie'] (1982), Slēptuve ['skrytka'] (1986), Sitiens ar telādu ['cios i odbicie'] (1987). Pisał ponadto scenariusze filmowe i opowiadania.